# NGC 3361
NGC 3361 في الفهرس العام الجديد، هي مجرة، تقع في كوكبة السدس. اكتشفت في 1880 .

## روابط خارجية
- NGC 3361 على موقع ويكي سكاي: DSS2, SDSS, GALEX, IRAS, Hydrogen α, X-Ray, Astrophoto, Sky Map, Articles and images